# Festung von Ferrara
Die Festung von Ferrara, manchmal auch Zitadelle von Paul V. oder ähnlich genannt, war ein großes Verteidigungswerk an der Stadtmauer von Ferrara in der italienischen Region Emilia-Romagna. Sie wurde 1608 errichtet und im Wesentlichen ab 1859 abgerissen.

## Geschichte
Mit der Übergabe von Ferrara an den Kirchenstaat, die zum Ende des Herzogtums Ferrara und der Herrschaft der D’Estes über die Stadt führte, begann die Zeit der päpstlichen Verwaltung, die von den damit betrauten Kardinälen übernommen wurde. Der erste dieser Kardinäle, der von Papst Clemens VIII. beauftragt wurde, war dessen Neffe Pietro Aldobrandini. 

### Bau

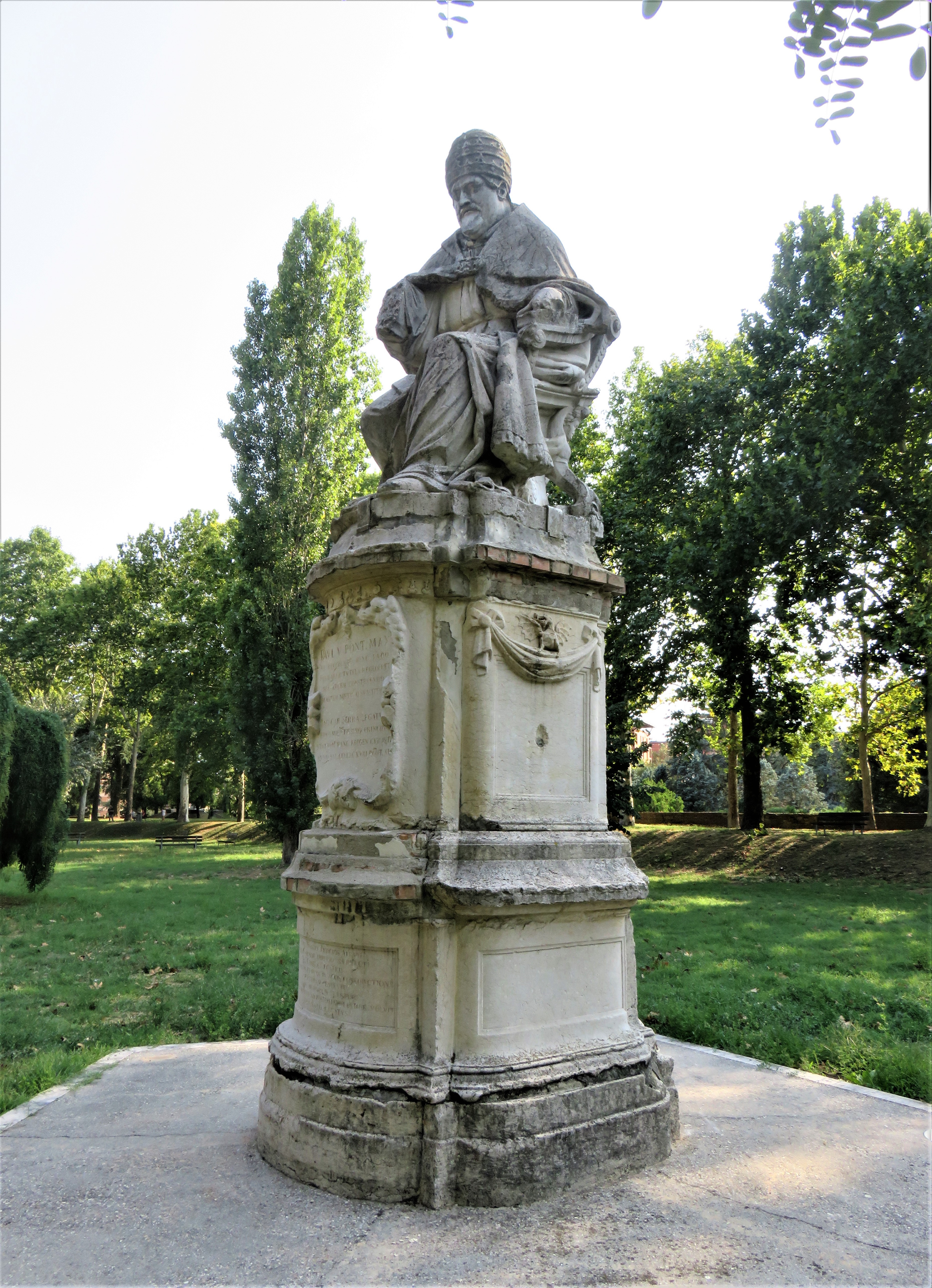
Statue von Papst Paul V., die früher in der Mitte des Waffenplatzes der Festung aufgestellt war. Sie wurde kürzlich restauriert und an der Stadtmauer, zwischen der Bastion Santa Maria und der Bastion San Paolo aufgestellt, dem einzigen Teil der alten Militärbauwerke, das heute noch steht.

Während seines Besuches in Ferrara um die Mitte des Jahres 1598 begann Papst Clemens VIII. über ein modernes, befestigtes Bauwerk nachzudenken, das zwei Aufgaben erfüllen sollte: Die Verteidigung der Stadt gegen mögliche Angriffe durch die Serenissima, die schon versucht hatte, ein Territorium zu erobern, für das sie sich immer noch interessierten, und die Erhaltung der Kontrolle gegen Angriffe aus der Bevölkerung, die möglicherweise von der Familie D’Este angestiftet worden wäre. Diese hatte sich jetzt in Modena niedergelassen und wollte womöglich die Kontrolle über ihre alte Hauptstadt zurückerobern. Die Situation blieb jedoch viele Jahre unverändert und Pietro Aldobrandini, der gerade in der Stadt angekommen war, besuchte die schöne Delizia di Belvedere. Dieser Palast und die Insel, auf der er inmitten seiner Gärten stand, erbte er im selben Jahr, als Lucrezia d’Este starb. Die Aldobrandinis beeilten sich, das eben geerbte Anwesen zu verkaufen, als sie vom Plan Papst Pauls V. erfuhren, mit dem Projekt der Errichtung einer Festung fortzufahren. Die diesbezüglichen Arbeiten begannen schon in der letzten Phase der Amtszeit Clemens’ VIII., wurden aber nicht fertiggestellt.
Danach war es Paul V., der mit den Arbeiten an der Festung ab 1608 schneller fortfahren ließ, und er verfolgte dies noch ungefähr weitere 10 Jahre. Das Projekt, mit dem anfangs Giovanni Battista Aleotti betraut war, der bei dieser Gelegenheit zum „Architekt der Fortezza di Ferrara“ ernannt wurde, wurde später von Pompeo Targone vollständig realisiert und führte zur Zerstörung eines Teils der alten Stadtmauer, der Delizia die Belvedere und des Castel Tedaldo. Ein großer Teil der Stadt wurde dem Erdboden gleichgemacht, wodurch die päpstliche Herrschaft bei der Bevölkerung noch unbeliebter wurde. Auf diese Weise erhielt die Festung ihre Funktion, die Bevölkerung von Ferrara zu kontrollieren, und nicht nur ihre offizielle Funktion der Verteidigung gegen mögliche äußere Feinde.
Einige Jahre später, als der mit der Verwaltung von Ferrara betraute Kardinal Giulio Cesare Sacchetti war, wurden die Verteidigungsbauten der Festung weiter integriert und erweitert; darüber hinaus verfolgte er den Abriss benachbarter Stadtviertel, um für Verteidigungszwecke eine bessere Sicht zu haben. Auch die Kirche San Benedetto wurde in diese Phase der Arbeiten mit einbezogen, ebenso wie die Stadttore San Pietro und Dell’Amore.

### Napoleonische Umklammerung und österreichische Zeit

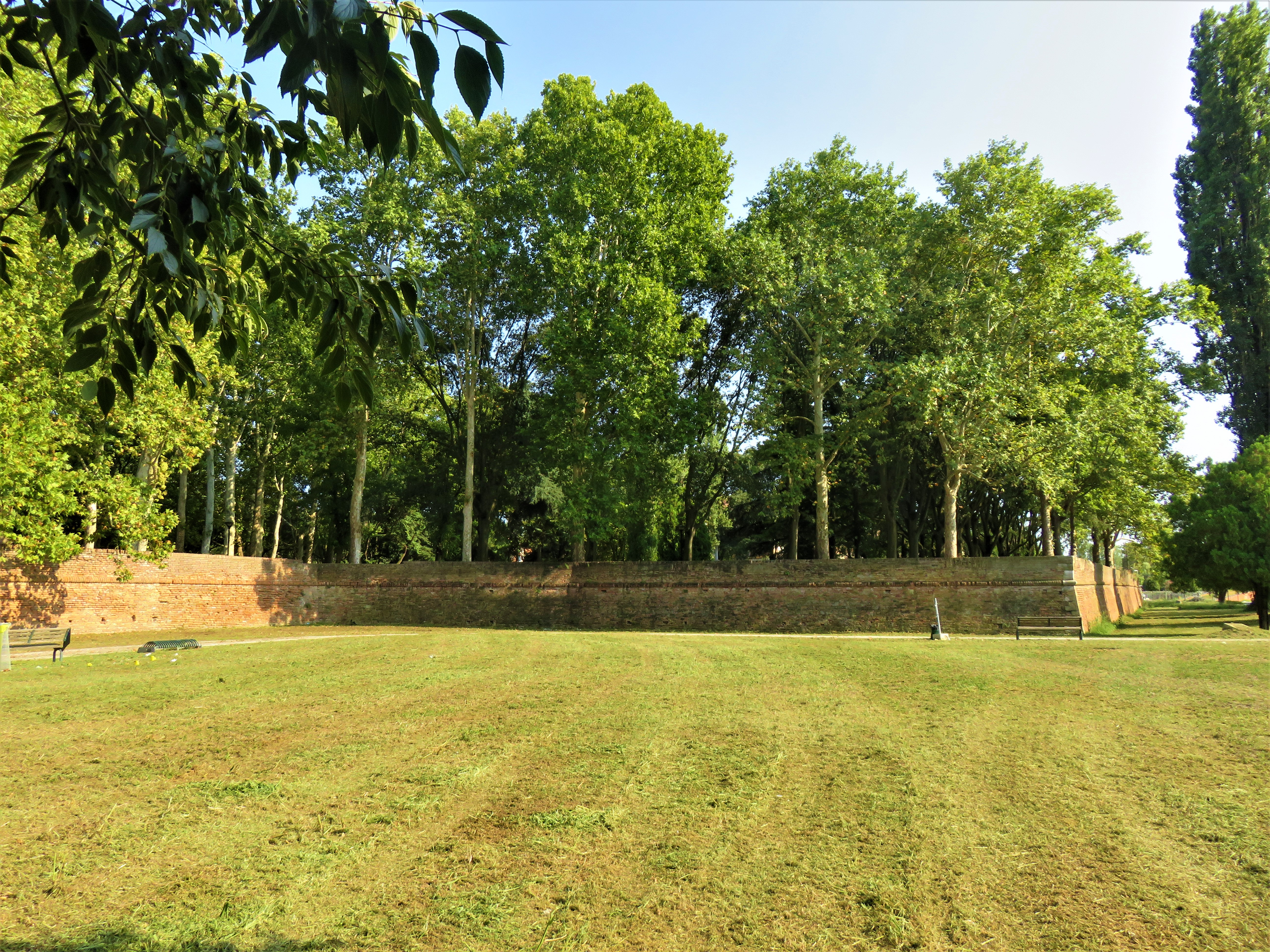
Außenmauern der Festung, die heute noch zwischen der Bastion Santa Maria und der Bastion San Paolo existieren.

Mit dem Eintreffen der napoleonischen Truppen wurde bereits die Zerstörung der Festung eingeleitet und einige Bastionen wurden geschleift, aber mit dem Ende der republikanischen Zeit etablierte sich in Ferrara eine Regierung, die nur formal mit der Kirche verbunden war, wogegen die tatsächliche Kontrolle in den Händen der Österreicher lag. Die Garnison des Kaisertums Österreich reparierte die Schäden an der Festung und nutzte sie erneut für die territoriale Kontrolle bis 1859.

### Abriss
In wenigen Jahren änderte sich mit der Gründung des Königreichs Italien die geopolitische Situation entscheidend. Somit war das Schicksal der Festung besiegelt; sie wurde bis auf die Grundmauern geschleift, mit Ausnahme der beiden südwestlichen Bastionen, Santa Maria und San Paolo. Auch die kleine Kirche, die der Maria geweiht und von Giovanni Battista Aleotti erbaut worden war, wurde gerettet, aber später, im Zweiten Weltkrieg, durch alliierte Bombardements zerstört.

### Entwicklung des Geländes im 20. Jahrhundert

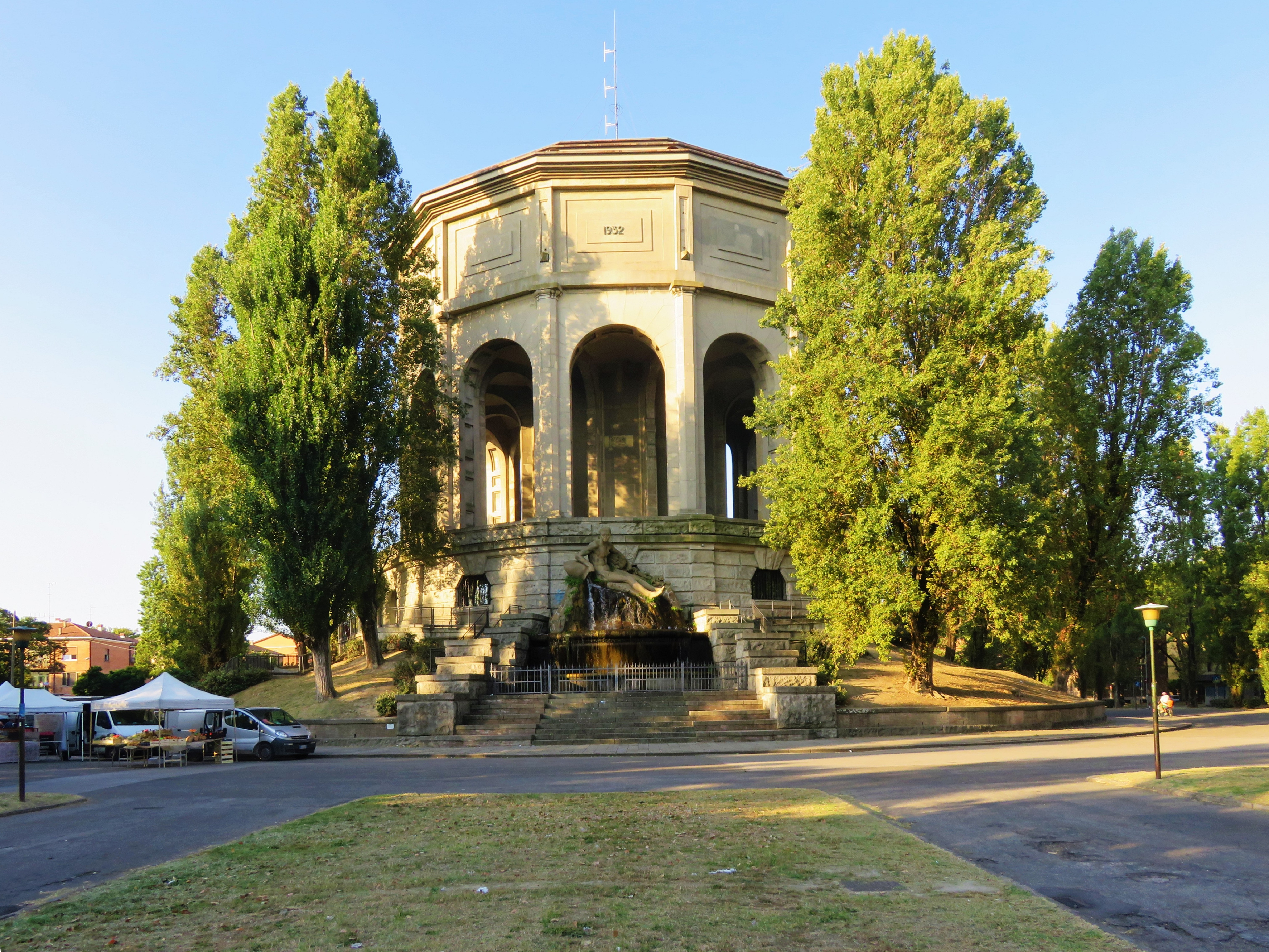
Monumentales Aquädukt von Ferrara, vielleicht das repräsentativste Bauwerk im Stadtviertel Giardino

Am Beginn des 20. Jahrhunderts, nach dem Abriss der Festung in der zweiten Hälfte des vorhergehenden Jahrhunderts, war das gesamte Gelände praktisch unbebaut und der alte Waffenplatz der Festung, der mit der großen Esplanade verbunden war, die sich östlich davon befand, war eine leere Fläche, die im Südwesten nur durch die beiden noch erhaltenen Bastionen begrenzt war. Am 13. April 1906 fand auf diesem enormen, freien Platz das Spektakel Buffalo Bill’s Wild West mit Buffalo Bill statt, der in dieser Zeit auf Tournee in verschiedenen Städten Italiens war.
Ab der Zwischenkriegszeit interessierte sich die Stadtverwaltung für das Gelände und es wurde im Rahmen der „Addizione Novecentista“ (dt.: Stadterweiterung im 20. Jahrhundert) Teil einer wichtigen Stadtentwicklung mit der Geburt eines neuen Stadtviertels namens Giardino. Anfangs, ab 1910, war es mit den Projekten des Architekten Ciro Contini verbunden, später mit denen anderer Architekten und Bauingenieure, wie Girolamo Savonuzzi, Carlo Savonuzzi, Adamo Boari und Virgilio Coltro. Die Bauten, die die künftige Entwicklung des vollkommen neuen Stadtviertels beeinflussten und heute noch erhalten sind, sind das Aquädukt von Ferrara, das Stadio Paolo Mazza, der ehemalige Obst- und Gemüsemarkt, die Grundschule Poledrelli und die ehemalige Pastrengo-Kaserne. In der Zeit nach dem Zweiten Weltkrieg haben neue Wohngebäude die Stadtentwicklung komplettiert und die Toponomastik der Straßen in dieser Gegend erhalten die Erinnerung an die Geschichte des Geländes, insbesondere die Via Fortezza, die Via Paolo V und die Via Castel Tedaldo.

## Beschreibung
Für ihre Zeit war die Festung eine moderne Anlage mit fünfeckigem Sterngrundriss, einem Wassergraben rundum und mit kontrollierten Zugängen durch einige, wenige Eingänge, die durch Bastionen und Ravelins geschützt waren. Im Inneren befanden sich Dienstgebäude für die Garnison und in der Mitte ein großer Waffenplatz. In der Mitte des Waffenplatzes stand eine Statue von Papst Paul V.

## Weltkulturerbe
Der gesamte Verlauf der Stadtmauer von Ferrara, der auch noch Reste der alten Festung enthält, wird nach den Kriterien der Stadt mit der Aufnahme in das Welterbe der UNESCO entsprechend Berlin 1995 und Marrakesch 1999 als Weltkulturerbe geführt.